# Семья Беллелли (Семейный портрет)
«Семья Беллелли» (фр. La Famille Bellelli), или «Семейный портрет» (фр. Portrait de famille) — картина в стиле реализма французского художника Эдгара Дега, на которой изображён групповой портрет семьи родственников автора — его тётка по отцовской линии Лаура Беллелли, урождённая де Га, её супруг барон Дженнаро Беллелли и их дочери Джулия и Джованна. Полотно относится к раннему периоду в творчестве художника. Первые эскизы были сделаны им 1858—1859 годах во время обучения живописи во Флоренции. Автор завершил картину в 1867 году в Париже. Полотно представляет собой живопись маслом на холсте размером 200×250 см. В настоящее время хранится в музее Орсе в Париже.

## История
В июле 1856 года Дега прибыл из Франции в Италию, с намерением завершить художественное образование. Он поселился в Неаполе у деда по отцовской линии Илера де Га, откуда часто ездил в Рим. В июле 1858 года художник получил приглашение от тётки по отцовской линии переехать к ней во Флоренцию. Лаура Беллелли, урождённая де Га, состояла в браке с бароном Дженнаро Беллелли, политиком и журналистом, который был сторонником объединения и независимости Италии и жил с семьёй во Флоренции, где находился в изгнании после участия в революции 1848 года. Дега прибыл во Флоренцию в начале августа. Гостя́ у родственников, он обучался живописи в Уффици. Но уже к сентябрю художник заскучал. Он не ладил с бароном Беллелли и ждал возвращения тётки с кузинами из Неаполя, где те находились из-за похорон Илера де Га, деда художника.
Дега был свидетелем напряжённой обстановки в семье Беллелли, что нашло подтверждение в его переписке с другим дядькой, писавшем ему об этом: «Внутренняя жизнь семьи во Флоренции является источником несчастья для нас. Как я и предполагал, один из них весьма виноват, и наша сестра немного тоже [виновата]». Впоследствии баронесса Беллелли говорила Дега, что, живя в изгнании, она скучала по своей семье в Неаполе. Кроме того, баронесса считала супруга человеком «чрезвычайно неприятным и нечестным». «Жизнь с Дженнаро, чья отвратительная натура Вам известна, и у которого нет серьезных занятий, скоро сведёт меня в могилу», — признавалась она племяннику. Во время работы Дега над картиной, Лаура Беллелли была беременна, и, по мнению некоторых исследователей, это обстоятельство и последующая смерть ребёнка в младенческом возрасте, могли способствовать возникновению у неё депрессии и внутренней напряженности в целом. Конфликт в семье родственников стал не только фоном, но и содержанием картины.
В ноябре 1858 года, после возвращения из Неаполя во Флоренцию тётки и кузин, художник начал работу над композицией картины. Полотно задумывалось Дега в знак благодарности членам семьи Беллелли за их гостеприимство. Об этом известно из его переписки с отцом, который в одном из писем сыну писал: «Вы начали работу над такой большой картиной 29 декабря и думаете, закончить её 28 февраля. Нам кажется это сомнительным. Если у меня и есть для Вас совет, то работайте над картиной спокойно и терпеливо, так, как, в противном случае, Вы рискуете не справиться с поставленной целью и дадите своему дяде Беллелли справедливую причину для недовольства».

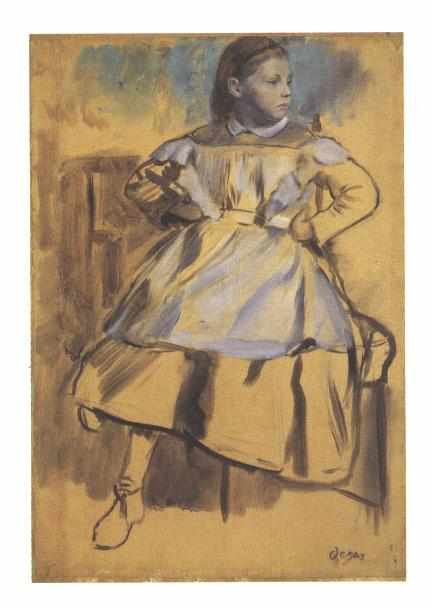
Джулия Беллелли. Набросок к картине

В доступных для исследования документах не сказано, является ли картина, о которой писал отец художника, портретом семьи Беллелли. Скорее всего, речь в письме шла об эскизах к будущему полотну. Дега серьезно отнёсся к совету отца и продолжил работать над полотном, даже после своего возвращения в Париж. Он писал этюды и эскизы, «исследовал цветовые и оттеночные эффекты». Длительная работа над картиной оставила на ней следы, многие из которых, в частности, представляют вертикальное развитие и предполагают, что первоначально Дега хотел изобразить исключительно свою тётку с двумя дочками, оставив барона Беллелли в стороне. К последнему он испытывал неприязнь из-за его скверного характера и хамского отношения к друзьями и знакомыми. В письмах к отцу сохранился комментарий Дега о кузинах, изображённых им на картине: «Старшая, действительно, маленькая красавица. Младшая дьявольски умна и добра, как ангел. Я пишу их в траурных платьях и белых фартуках, которые очень им подходят». Сохранились карандашные, масленые и пастельные наброски Дега к картине, на одном из которых он изобразил динамичное, но скучающее поведение маленькой Джулии. Другой рисунок указывает на первоначальный замысел художника изобразить барона Беллелли, сидящим в конце стола, а на масленом наброске он написал его стоящим позади дочерей.
В конце 1858 года художник завершил работу над двойным портретом кузин и приступил к работе над большим полотном, хотя неясно, приступил ли он к созданию самой картины или всё ещё делал подготовительные наброски. В конце марта 1859 года Дега покинул Флоренцию и вернулся в Париж. Кроме вывода о том, что художник работал над полотном «в течение нескольких лет», нет свидетельств, подтверждающих фактическое время или место создания картины. Вероятно Дега привез во Францию многочисленные эскизы и этюды и приступил к написанию картины в студии, приобретенной для этой цели в Париже. Подтверждением этого вывода является тот факт, что квартира Беллелли была слишком маленькой для размещения такой большой картины, и там не было студийных помещений. В марте 1860 года Дега вернулся в Италию, частично для ведения семейного бизнеса, а в апреле он снова посетил семью Беллелли и сделал несколько рисунков своего дядьки. В это время им была написана пастель, которая, за исключением некоторых различий в деталях и большей детализации интерьера в картине, близка к окончательной композиции.
Существует семейное предание, исследователи считают его ошибочным, по которому Дега завершил полотно в Италии и привёз его во Францию через полвека после создания. Эта версия противоречит свидетельствам того, что картина выставлялась художником в Парижском салоне в 1867 году. Из последнего можно сделать вывод, что Дега работал над картиной девять лет.
Работа получила восторженную оценку Кристиано Банти, который ещё в 1858 году «видел знаменитого импрессиониста во Флоренции, когда тот работал над картиной из двух или трёх фигур». «Я не очень хорошо помню», — вспоминал Банти, — «как во сне, женщину с ребёнком, и что-то ещё; помню что-то белое, некие белые одеяния, как мне показалось, имевшие сходство с работами Ван Дейка [sic]». На Банти картина произвела большое впечатление отчасти из-за того, что он видел в ней близость к идеям членов направления маккьяйоли, которые в те годы собирались в кафе Микеланджело во Флоренции.

## Описание
Работая над картиной, Дега черпал вдохновение из творчества мастеров предыдущих эпох. По признанию самого художника, в своих работах он использовал опыт старых мастеров, так, как «любил играть со всем, что ещё могла предложить старая Академия, бросая ей вызов изнутри новыми решениями и заменяя героев прошлого современными персонажами, хорошо синтезированными в их плоть и нравы». В переписке Дега, относящейся ко времени создания картины, он признавался о влиянии на него творчества Ван Дейка, Джорджоне и Боттичелли. В композиции картины прослеживается влияние голландской жанровой и портретной живопись XVII века, также заметно влияние Рембрандта, Гольбейна-младшего, Домье, Энгра, Веласкеса, Гойи и Курбе. Например, в картине Дега, как и в полотне «Менины» Веласкеса, зеркало и дверной проем используются для расширения пространства интерьера. Все исторические модели были синтезированы автором в композицию, которая стала «уникальной в творчестве художника и уникальной среди произведений его современников». Дега сконцентрировал внимание на изображении семьи и среды её обитания и попытался «охарактеризовать комнату в отношении персональных качеств и индивидуальных интересов лиц, которые в ней находятся».
На фоне полотен современников Дега, уникальность этой картины художника в значительной степени обусловлена композицией, в которой представлен семейный портрет, написанный в масштабе исторической драмы, и чьё содержание интерпретируется исследователями, как психологически проницательное, с размещением фигур, наводящих на мысль об отчуждении родителей друг от друга и о разделённой лояльности их детей. Лаура Беллелли изображена, как на официальном портрете. Выражение лица баронессы свидетельствует о её горе (смерть отца). Одна её рука лежит на плече Джованны, другой она опирается на стол, поддерживая своё беременное тело. Джулия, написанная в центре картины сидящей на маленьком стуле, демонстрирует отроческое беспокойство. Она изображена подбоченясь, смотрящей на отца, и является композиционной связью между её отчужденными родителями. Дженнаро Беллелли выглядит равнодушным. Он изображен спиной, сидящем в кресле, отдельно от семьи. Взгляд его обращён к Джулии. Лицо мужчины находится в тени. Возвышенная фигура баронессы стоит напротив плоской стены с портретом в рамке, в то время, как удалённая фигура барона отягощена камином с антиквариатом и зеркалом. Ясное окружение первой и затемнённое окружение последнего интерпретируется исследователями, как выражение эмоциональной дистанции супругов. Об этом также свидетельствует, как физическое расстояние между ними, так и разница в их положениях. Их оппозиция расценивается исследователями, как «нарушение структуры»: «как будто [Дженнаро Беллелли] угрюмо наблюдал за членами семьи, когда те позировали его племяннику-художнику». По словам Артура Данто, семейная собака, еле заметная в правом нижнем углу картины, будто «пытается выползти из картины, прежде чем весь ад [семейных неурядиц] взорвётся». Об этом же свидетельствуют слова Лауры Беллелли в письме к племяннику, после его возвращения в Париж: «Вы, должно быть, очень счастливы снова оказаться в кругу семьи, вместо того, чтобы находится в присутствии грустного лица, подобного моему, и неприятного, как у моего супруга».
Рисунок на стене за фигурой баронессы является портретом её отца, деда художника, Илера де Га, и, вероятно, был выполнен самим живописцем в стиле Клуэ. Поместив портрет деда на стене за головой своей тётки, автор демонстрировал преемственность поколений своей семьи и следовал правилу изображения предков, установленному в портретной живописи со времен Ренессанса. Таким образом Дега косвенно подтверждал своё присутствие на картине и идентифицировал себя с Лаурой Беллелли, с которой, о чём свидетельствует их переписка, его связывала крепкая дружба.
Тема семейного конфликта, ставшая главной темой группового портрета Дега, встречается и в других картинах художника, написанных им в 1860-х годах. Такими являются его полотна «Обиженный» и «Интерьер». Тема конфликта полов прослеживается и в картинах художника, действие которых происходит в древние времена, «Спартанские девочки, провоцирующие мальчиков» и «Несчастья города Орлеана»; в последнем полотне эта враждебность оказывается смертельной.

## Провенанс
Картина была с Дега до его последнего переезда в 1913 году, когда он оставил полотно своему дилеру Полю Дюран-Руелю. После смерти автора, в 1918 году картина была выставлена на продажу, вместе с другим имуществом художника. Её неожиданное появление создало сенсацию, полотно было немедленно куплено музеем в Люксембургском саду в Париже за 400 000 франков.
С 1947 года картина экспонировалось в Национальной галерее Же-де-Пом в Париже, откуда в 1986 году, со всеми другими работами импрессионистов, она была передана в собрания музея Орсе в Париже, где находится в настоящее время. На момент покупки картины в 1918 году, она требовала реставрационных работ, которые были проделаны некорректно. В 1980-х годах была проведена ещё одна реставрация полотна, которая полностью восстановила картину.

### Книги
- Baumann F., Karabelnik M. et al. Degas Portraits :  [англ.]. — London : Merrell Holberton, 1994. — 372 p. — ISBN 1-85894-014-1.
- Boggs J. S. Degas :  [англ.]. — New York : Metropolitan Museum of Art, 1988. — 633 p. — ISBN 978-0-87-099519-4.
- Reff Th. Degas: The Artist’s Mind :  [англ.]. — New York : Metropolitan Museum of Art. Harper & Row, 1976. — 352 p. — ISBN 0-87099-146-9.
- Rocchi G., Vitali G. Degas // I Classici dell’Arte :  [итал.]. — Firenze : Rizzoli, 2003. — 481 p.
- Sutton D. Edgar Degas: Life and Work :  [англ.]. — New York : Rizzoli, 1986. — 343 p. — ISBN 978-0-84-780733-8.

### Статья
- Danto Ar. Degas (англ.) // The Nation : журнал. — 1988. — No. 12. — P. 657—658.